# Brandstein (Hochschwabgruppe)
Der Brandstein ist ein 2003 m ü. A. hoher Berg in der westlichen Hochschwabgruppe im österreichischen Bundesland Steiermark.

## Lage und Umgebung
Der markante Brandstein steht als isoliertes Felsmassiv im westlichen Teil der Hochschwabgruppe. Er erhebt sich über dem dolinenreichen, von Latschen bedeckten Karstplateau rund viereinhalb Kilometer nordwestlich der bekannten Sonnschienalm. Westlich ist das Massiv durch den Höllsattel vom Kollmannstock (1768 m) getrennt, im Osten verläuft der Kamm über den Schafhalssattel weiter zu Schaufelwand (2012 m) und Ebenstein. Südlich des Brandsteins liegen mit der Pfaffingalm und der Androthalm zwei im Sommer bewirtschaftete Almhütten. Im Norden ist dem Hauptgipfel der Kleine Brandstein (1800 m) vorgelagert.
Zudem verläuft über den Gipfel die Bezirksgrenze zwischen Liezen im Norden und Bruck-Mürzzuschlag im Süden.

## Geologie und Geomorphologie

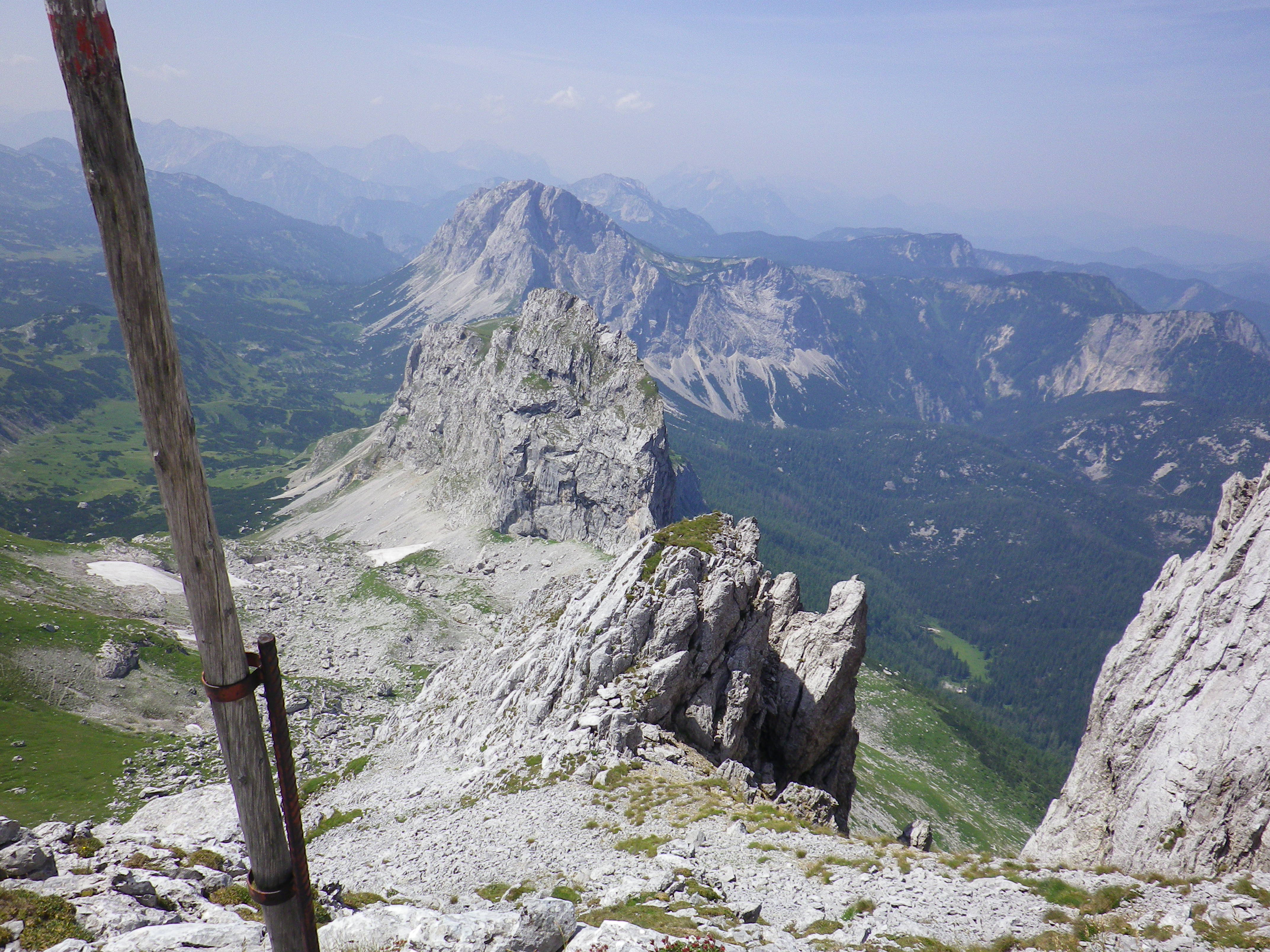
Blick vom Ebenstein über die Schaufelwand zum Brandstein; der Grat in der Bildmitte repräsentiert den Abbruchrand des Bergsturzes von Wildalpen, einem der größten seiner Art in den Ostalpen (Sturzrichtung nach rechts)

Das Massiv des Brandstein ist aus triassischem Wettersteinkalk aufgebaut und hebt sich deutlich von seiner näheren Umgebung ab. Am Südfuß des Berges treten würmzeitliche Hangschuttreste und ein schmales West-Ost-verlaufendes Band kreidezeitlicher Konglomerate auf. Letztere sind der kalkalpinen Gosau zuzuordnen. Auch die im Süden anschließende Hochfläche setzt sich zum überwiegenden Teil aus Wettersteinkalk zusammen.
Der auffällige Gratverlauf zwischen Brandstein und Ebenstein stellt die Abrisskante eines prähistorischen Bergsturzereignisses dar. Diese beeindruckende, als Bergsturz von Wildalpen bekannte Massenbewegung nimmt ein Volumen von etwa 1,3 bis 1,4 km³ ein und erstreckt sich vom Grat nach Norden bis hinunter ins Salzatal. Heute bieten einige bis zu mehreren 100.000 m³ große Schollen Einblick in den ursprünglichen Gesteinsverband. Die Schaufelwand, an deren Fuß die Gleitflächen der Rutschung aufgeschlossen sind, gilt als Relikt ebendieser.

## Aufstieg
Die markierten Wanderwege auf den Brandstein sind großteils unschwierig, aber lang. Aufgrund seiner Abgeschiedenheit ist der Gipfel im Rahmen einer Tagestour nur mühsam zu bewältigen und wird dementsprechend seltener bestiegen als benachbarte Berge. Er wurde daher schon als „der große einsame Berg im westlichen Teil der Hochschwabgruppe“ tituliert. Eine besonders anspruchsvolle Variante bietet eine Ost-West-Überschreitung mit Schwierigkeiten bis zu III+.

### Ausgangspunkte
- Sonnschienhütte, über die Androthalm: 3 Stunden
- Gsollkehre bei Eisenerz (932 m), über die Pfaffingalm: 4 Stunden
- Leopoldsteiner See, durch das Fobistal: 5 Stunden
- Wildalpen, über den Schafhalssattel: 5½ Stunden
- Präbichl, über die Pfaffingalm: 5½ Stunden
- Tragöß-Oberort
  - über die Sonnschienhütte: 6 Stunden
  - durch den Jassinggraben: 6½ Stunden